# Parthenope (filme)
Parthenope (prt: Parthenope; bra: Parthenope - Os Amores de Nápoles) é um filme dramático sobre a passagem para a idade adulta, escrito, produzido e realizado pelo diretor italiano Paolo Sorrentino, exibido pela primeira vez no Festival de Cannes de 2024. Em uma co-produção internacional entre Itália e França, o filme conta com Celeste Dalla Porta, Stefania Sandrelli, Gary Oldman, Silvio Orlando [en], Luisa Ranieri [en], Peppe Lanzetta [en] e Isabella Ferrari [en] no elenco.
Parthenope foi selecionado para concorrer à Palma de Ouro no Festival de Cannes de 2024, onde estreou em 21 de maio de 2024. Foi lançado nos cinemas italianos pela PiperFilm em 24 de outubro de 2024. Recebeu críticas mistas da crítica.

## Enredo
No ano de1950, a abastada família Di Sangro aguarda o nascimento de seu segundo filho nas águas do Posillipo [en]. O nascimento é acompanhado pelo rico padrinho da criança, Achille Lauro [en], seu irmão mais velho, Raimondo, e Sandrino, filho da governanta da família. Achille batiza a menina de Parthenope, em homenagem à cidade de Nápoles.
Em 1970, Sandrino desenvolve uma obsessão por Parthenope, enquanto Raimondo nutre um apego incestuoso por ela. Parthenope ingressa no curso de antropologia do renomado e rigoroso professor Devoto Marotta. Durante uma avaliação, ela desafia Marotta, estabelecendo imediatamente um respeito mútuo entre ambos. Raimondo propõe a Parthenope e Sandrino uma viagem à ilha de Cápri. O comportamento desinibido de Parthenope atrai a atenção de diversas pessoas, incluindo o escritor John Cheever. Raimondo tenta se aproximar de uma herdeira, mas, incapaz de beijá-la, percebe que ama apenas Parthenope. Quando Sandrino consegue seduzir Parthenope para um beijo, Raimondo, em desespero, atira-se dos penhascos de Capri.
Posteriormente, em 1974, os pais de Parthenope, acreditando que ela é culpada pela morte de Raimondo, veem-na buscar apoio do professor Marotta para uma tese de doutorado sobre suicídio. Marotta, no entanto, a persuade a pesquisar o impacto cultural de milagres. Parthenope interrompe brevemente seus estudos para tentar a carreira de atriz, sendo orientada por Flora Malva, uma atriz idosa, que a encaminha a Greta Cool, uma atriz de origem napolitana. Em uma festa de Greta, Parthenope conhece Roberto Criscuolo, um mafioso ligado à Camorra. Criscuolo a leva a um ritual familiar no qual os herdeiros de duas famílias da Camorra concebem publicamente um filho para simbolizar a união entre os clãs. Parthenope engravida de Criscuolo, mas opta por realizar um aborto. Sandrino declara seu amor por ela, mas Parthenope o culpa pela morte de Raimondo.
Em 1982, Parthenope torna-se uma pesquisadora brilhante. Ela recebe um convite de uma revista de antropologia para escrever um artigo sobre a liquefação do sangue de São Januário. Marotta a alerta sobre o cardeal Tesorone, conhecido por sua má reputação. Tesorone propõe uma relação sexual, que Parthenope aceita. Marotta, prestes a se aposentar, sugere que ela concorra a uma vaga de professora na Universidade de Trento. Inicialmente, Parthenope resiste, por seu amor por Nápoles, mas muda de ideia após conhecer o filho de Marotta, que tem uma deficiência e desperta nela fascínio por seu senso de maravilha infantil. Parthenope decide permanecer em Trento.
No ano de 2023, já aposentada, Parthenope conversa com dois ex-alunos sobre o impacto profundo que teve em suas vidas, mas mostra-se reservada sobre seu próprio passado. Ela visita Capri, onde finalmente supera a morte de Raimondo, e retorna a Nápoles. Parthenope sorri ao ver um grupo de torcedores celebrando a vitória do terceiro campeonato do Campeonato Italiano de Futebol.

## Elenco
- Celeste Dalla Porta como Parthenope Di Sangro (juventude)
  - Stefania Sandrelli como Parthenope (idosa)
- Gary Oldman como John Cheever
- Silvio Orlando [en] como Devoto Marotta
- Luisa Ranieri [en] como Greta Cool
- Peppe Lanzetta [en] como Cardeal Tesorone
- Isabella Ferrari [en] como Flora Malva
- Lorenzo Gleijeses como Sasa Di Sangro
- Daniele Rienzo como Raimondo Di Sangro
- Dario Aita como Sandrino
- Marlon Joubert como Roberto Criscuolo
- Alfonso Santagata como Achille Lauro [en]
- Biagio Izzo
- Paola Calliari
- Nello Mascia [en] como Riccardo Macchia
- Silvia Degrandi como Maggie Di Sangro
- Cristiano Scotto di Galletta como jardineiro

## Produção
Sorrentino descreveu o filme como sendo sobre uma mulher chamada Parthenope que leva o "nome da sua cidade, mas não é nem sereia", como a figura mítica com o mesmo nome (que deu o seu nome à cidade de Parthenope, a antiga antecessora da atual Nápoles), "nem mito.
Parthenope foi co-produzido [en] por Lorenzo Mieli [it], da Fremantle’s The Apartment [it], e Ardavan Safaee, da Pathé, em parceria com a Numero 10 de Sorrentino, PiperFilm, a Saint Laurent de Anthony Vaccarello [en] e a Logical Content Ventures. Em agosto de 2023, o ator britânico Gary Oldman foi anunciado como parte do elenco.
As filmagens principais ocorreram em Nápoles e na ilha vizinha de Capri. Sorrentino trabalhou com a diretora de fotografia Daria D'Antonio [en], que anteriormente filmou A Mão de Deus.

## Lançamento
Parthenope foi selecionado para concorrer a Palma de Ouro no Festival de Cannes de 2024, onde teve a sua estreia mundial em 21 de maio de 2024 e recebeu uma ovação de nove minutos e meio no final da exibição.
Antes da estreia em Cannes, a produtora A24 adquiriu os direitos de distribuição do filme na América do Norte. Em maio de 2024, foi anunciada a formação de uma nova empresa italiana de distribuição e vendas internacionais chamada PiperFilm, com a Netflix como parceira para a janela pós-cinema e com um acordo alcançado com a Warner Bros. Entertainment Italia para a distribuição operacional dos seus filmes nos cinemas. Parthenope foi nomeado a primeira aquisição da PiperFilm e foi lançado em 24 de outubro de 2024. O filme foi lançado nos cinemas em 12 de março de 2025 na França pela Pathé, que também cuidou das vendas internacionais do longa. A A24 marcou o lançamento do filme nos Estados Unidos para 7 de fevereiro de 2025. No Reino Unido e na Irlanda a estreia ocorreu em 2 de maio de 2025 pela Picturehouse Cinemas [en].
Em Portugal, o filme chegou aos cinemas em 27 de fevereiro de 2025. No Brasil a estreia aconteceu em 27 de março com distribuição da Paris Filmes.

## Recepção

### Crítica
No agregador de críticas Rotten Tomatoes, 44% das 79 críticas são positivas, com uma classificação média de 5,6/10. O consenso do site é o seguinte: "Igualmente sumptuoso e insípido, Parthenope ganha algum brilho graças à performance cativante de Celeste Dalla Porta, mas frustra ao revelar que o escritor e realizador Paolo Sorrentino está fora do seu elemento". Metacritic, que usa uma média ponderada, atribuiu ao filme uma pontuação de 52 em 100, com base em 26 críticas, indicando críticas "mistas ou medianas".
Peter Bradshaw, do jornal britânico The Guardian, rejeitou o filme como sendo "superficial" e "presunçoso", acusando Sorrentino de "pura autoparódia" e comparando o filme a um anúncio publicitário prolongado de um perfume caro. Davide Abbatescianni, do portal Cineuropa [en], define-o como "o filme menos conseguido de Sorrentino, tecnicamente impecável, mas narrativamente fraco", acrescentando que a personagem de Dalla Porta "é demasiado enigmática", fazendo com que o público "tenha dificuldade em compreender o seu comportamento, a sua arrogância e audácia, bem como as muitas conversas bombásticas e didáticas em que participa".
Beatrice Loayza, do jornal estadunidense The New York Times, chamou o filme de "uma meditação unilateral sobre arte, desejo e espiritualidade" e destacou a típica "falta de interesse pelo realismo — ou pelo politicamente correto, aliás" de Sorrentino. Embora tenha elogiado o estilo opulento e as "grandes ideias" do diretor, Loayza criticou-o por estar "mais interessado em deificar Parthenope do que em humanizá-la, tornando o retrato inerentemente limitado".
Caio Coletti do portal Omelete classificou o filme com cinco estrelas de cinco, o classificando como "excelente" e acrescentou que: "Parthenope é como todos nós, e como ninguém que já viveu. Parthenope é arte pura." Já Sérgio Alpendre do jornal Folha de S.Paulo, deu duas estrelas de cinco classificando o longa como "regular" além de apontar "uma pretensão de Sorrentino em ser Federico Fellini" e aponta para mau uso de atores "até mesmo as participações de Stefania Sandrelli, grande atriz italiana, como Parthenope em idade avançada, e da instituição britânica em forma de ator, Gary Oldman, como o escritor norte-americano John Cheever, são lamentáveis desperdícios."
A psicanalista Fabiane Secches, para a revista Cult, elogiou o filme e acrescentou que: "o que está em jogo em Parthenope não é apenas a trajetória de uma mulher, mas o modo como o cinema — enquanto linguagem da imagem e da montagem — pode dar forma a experiências subjetivas, psíquicas, intangíveis." Sérgio Rizzo, do jornal carioca O Globo, fez crítica positiva ao longo elogiando fatores como a 'fotografia' e elogiando o "espírito livre" e "beleza desconcertante" do longa. Mattheus Goto, para a Veja São Paulo, classificou o filme com três estrelas de cinco e elogiou a "mensagem contemplativa" de Parthenope.
Luis Miguel de Oliveira, do jornal português Público, deu uma estrela para o filme de cinco e acrescentou o incômodo com o sentimento de "autoparódia" involuntária do filme "a grandiloquência é quase caricatural, embora nada no filme indique que Sorrentino se esteja a autoparodiar". Eurico de Barros, do também jornal português Observador, foi por outro caminho da análise classificando o longa com quatro estrelas de cinco, e exaltou Sorrentino "é um daqueles raros cineastas que, quando querem e precisam, conseguem que os protagonistas dos seus filmes sejam em simultâneo personagens, símbolos e corporizações de ideias e conceitos".

### Prêmios e indicações
| Prêmio ou festival de cinema                             | Data da cerimônia      | Categoria                                   | Recipiente(s)        | Resultado | Ref.   |
| -------------------------------------------------------- | ---------------------- | ------------------------------------------- | -------------------- | --------- | ------ |
| Festival de Cannes                                       | 25 de maio de 2024     | Palma de Ouro                               | Paolo Sorrentino     | Indicado  | [ 39 ] |
| Festival de Cannes                                       | 25 de maio de 2024     | Prémio CST para Melhor Artista-Técnico [en] | Daria D'Antonio [en] | Venceu    | [ 40 ] |
| Festival de Cinema dos Irmãos Manaki [en]                | 27 de setembro de 2024 | Câmera de Ouro 300                          | Daria D'Antonio [en] | Indicado  | [ 41 ] |
| Festival Internacional de Cinema de Capri Hollywood [en] | 2 de janeiro de 2025   | Prêmio Capri de Ator Revelação              | Peppe Lanzetta [en]  | Venceu    | [ 42 ] |